# Empoasca wolcotti
Empoasca wolcotti är en insektsart som beskrevs av Young 1953. Empoasca wolcotti ingår i släktet Empoasca och familjen dvärgstritar. Inga underarter finns listade i Catalogue of Life.